# Васильчуки
Васильчуки́ (рос. Васильчуки) — село у складі Ключівського району Алтайського краю, Росія. Адміністративний центр та єдиний населений пункт Васильчуківської сільської ради.

## Населення
Населення — 1233 особи (2010; 1464 у 2002).
Національний склад (станом на 2002 рік):
- росіяни — 95 %